# 福州新区
福州新区(正厅级)成立于2015年9月，位于福州市滨海地区，初期规划面积800平方公里，范围包括马尾区、仓山区、长乐区和福清市的部分区域，共计26个乡镇、街道，常住人口155.5万人。这是中华人民共和国成立的第14个国家级新区。2015年9月国务院发布的《国务院关于同意设立福州新区的批复》中指出，“福州新区建设以深化海峡两岸交流合作为主线，率先探索新型城镇化道路，推进城乡一体化发年展，努力把福州新区建设成为两岸交流合作重要承载区、扩大对外开放重要门户、东南沿海重要现代产业基地、改革创新示范区和生态文明先行区”。